# Choàng choạc Sumatra
Dendrocitta occipitalis là một loài chim trong họ Corvidae.
Đây là loài đặc hữu của đảo Sumatra ở Indonesia. Môi trường sống tự nhiên của nó là rừng ẩm nhiệt đới hoặc cận nhiệt đới và rừng nhiệt đới ẩm nhiệt đới hoặc cận nhiệt đới. Choàng choạc Borneo (D. cinerascens) đôi khi được coi là một phân loài của loài chim này.